# Streitkräfte der Dominikanischen Republik

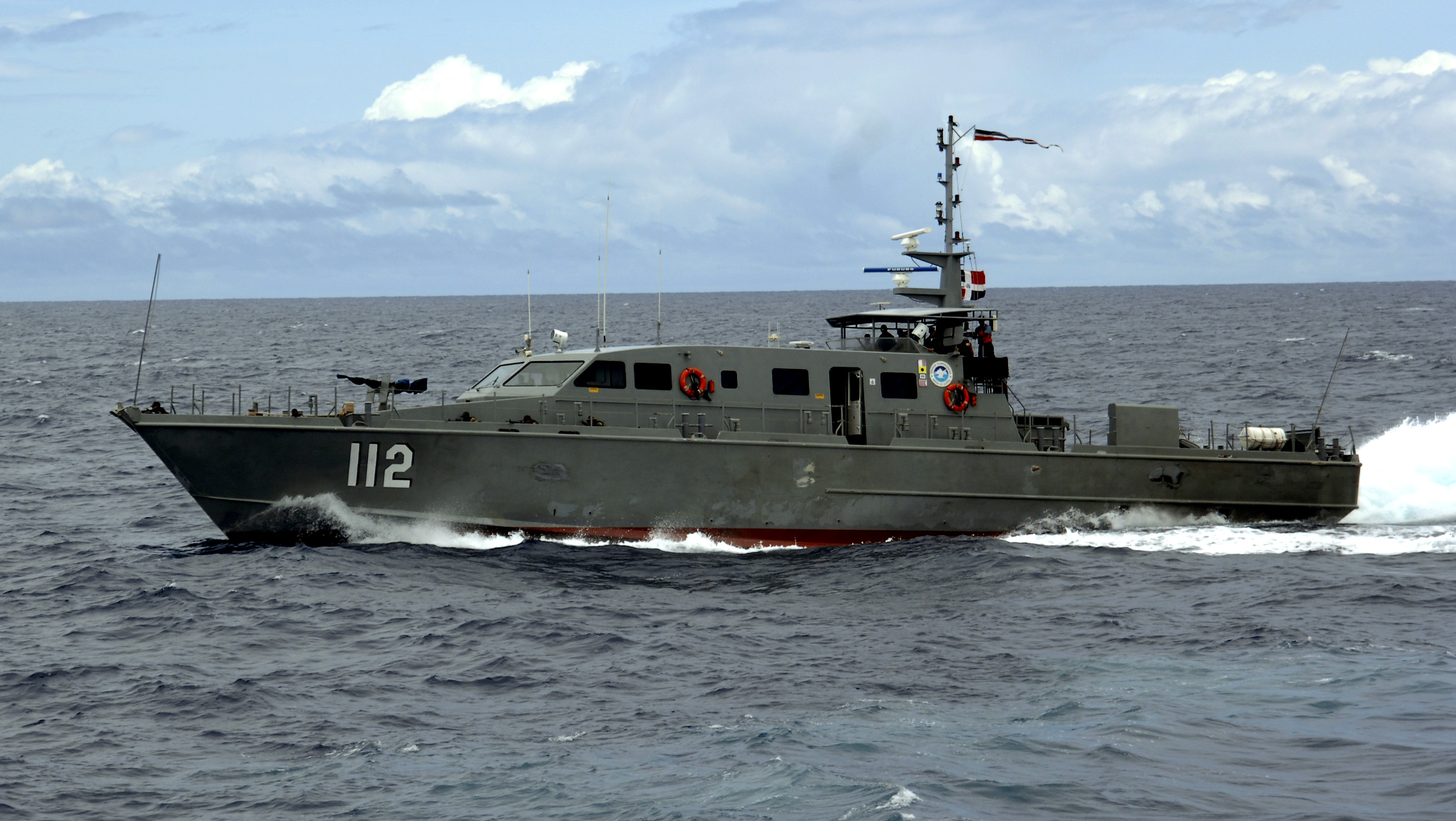
Patrouillenboot Altair (PB 112) der dominikanischen Marine

Die Dominikanischen Streitkräfte (Fuerzas Armadas de la República Dominicana) sind die Streitkräfte der Dominikanischen Republik.

## Organisation
62.000 Soldaten dienten 2019 in den Dominikanischen Streitkräften, 33.000 davon im Heer (Ejercito de República Dominicana), 17.000 bei den Luftstreitkräften (Fuerza Aerea de República Dominicana) und 12.000 in der Marine (Armada de República Dominicana). Es herrscht eine freiwillige Dienstpflicht. Die Verteidigungsausgaben liegen bei 300 Mio. USD, was ca. 0,7 %. des Bruttonationaleinkommens entspricht.

## Ausrüstung

### Armee
Die Armee hat 52 gepanzerte Fahrzeuge der Typen M41 Walker Bulldog, Panhard AML, AMX-13 und M706 V-150 sowie 22 Artilleriesysteme und 15 Hubschrauber im Dienst.  
Die Hauptaufgabe des dominikanischen Landstreitkräfte besteht in der Überwachung der 350 Kilometer langen Grenze zu Haiti und dem Bekämpfen von Drogenanbau.

### Marine
Die Marine hat 17 Schiffe in Dienst, darunter 5 Korvetten und das Segelschulschiff Juan Bautista Cambiaso.

### Luftwaffe
2007 wurden der Dominikanischen Luftwaffe von den Vereinigten Staaten 3 Sikorsky S-61 Hubschrauber als Geschenk angeboten; die Luftwaffe wies das Angebot jedoch zurück, da sie die notwendigen Instandsetzungen nicht finanzieren könne. Des Weiteren sind zusätzliche Radar- und Anti-Luft-Installationen geplant, um den dominikanischen Luftraum besser zu schützen. Stand Ende 2020 verfügte die Fuerza Aérea de República Dominicana über folgende Flugzeug- und Hubschraubertypen:
Zudem planen die USA der dominikanischen Luftwaffe  10 T34C Tupor Mentor Propellor-Schulflugzeuge zur Verfügung zu stellen. Die Maschinen kommen aus US-Lagerbeständen.
| Flugzeug                       | Foto           | Herkunft           | Verwendung            | Version              | Aktiv          | Bestellt       | Anmerkungen    |
| Kampfflugzeuge                 | Kampfflugzeuge | Kampfflugzeuge     | Kampfflugzeuge        | Kampfflugzeuge       | Kampfflugzeuge | Kampfflugzeuge | Kampfflugzeuge |
| ------------------------------ | -------------- | ------------------ | --------------------- | -------------------- | -------------- | -------------- | -------------- |
| EMB 314 Super Tucano           |                | Brasilien          | Kampfflugzeug         |                      | 8              |                |                |
| Flugzeuge für Spezialmissionen |                |                    |                       |                      |                |                |                |
| Tecnam P2006T                  |                | Italien            | Seefernaufklärer      |                      | 1              |                |                |
| Transportflugzeuge             |                |                    |                       |                      |                |                |                |
| Beechcraft Baron               |                | Vereinigte Staaten | Transportflugzeug     |                      | 1              |                |                |
| C-212 Aviocar                  |                | Spanien            | Transportflugzeug     |                      | 3              |                |                |
| Cessna 404                     |                | Vereinigte Staaten | Transportflugzeug     |                      | 1              |                |                |
| Piper PA-31                    |                | Vereinigte Staaten | Transportflugzeug     |                      | 2              |                |                |
| Piper PA-34                    |                | Vereinigte Staaten | Transportflugzeug     |                      | 1              |                |                |
| Aero Commander 500             |                | Vereinigte Staaten | Transportflugzeug     | Turbo/Twin Commander | 2              |                |                |
| Schulflugzeuge                 |                |                    |                       |                      |                |                |                |
| Enaer T-35 Pillán              |                | Chile              | Schulflugzeug         |                      | 2              |                |                |
| Hubschrauber                   |                |                    |                       |                      |                |                |                |
| Bell 430                       |                | Vereinigte Staaten | Mehrzweckhubschrauber |                      | 1              |                |                |
| OH-58 Kiowa                    |                | Vereinigte Staaten | Kampfhubschrauber     |                      | 20             |                |                |
| UH-1 Iroquois                  |                | Vereinigte Staaten | Mehrzweckhubschrauber | UH-1H                | 13             |                |                |
| Schulungshubschrauber          |                |                    |                       |                      |                |                |                |
| Robinson R22                   |                | Vereinigte Staaten | Schulungshubschrauber |                      | 4              |                |                |
| Robinson R44                   |                | Vereinigte Staaten | Schulungshubschrauber |                      | 3              |                |                |
| Schweizer S-333                |                | Vereinigte Staaten | Schulungshubschrauber |                      | 2              |                |                |

## Auslandseinsätze
Dominikanische Soldaten waren auch bei Auslandseinsätzen alliierter Truppen (wie beispielsweise im Irak) im Einsatz. Aus dem Irakeinsatz hat sich die Dominikanische Republik aber nach kurzer Zeit wieder zurückgezogen (wie auch andere Länder, z. B. Nicaragua, Honduras, Thailand oder Neuseeland).